# Arpád Račko
Arpád Račko (Szolnok, 17 de juliol de 1930 - Košice, 2 de gener de 2015) fou un escultor eslovac.
Arpád Račko va estudiar en la prestigiosa Acadèmia d'Arts Creatives de Praga, en l'estudi artístic de Jan Lauda. A la seva obra és notable la influència exercida pels escultors txecs Josef Václav Myslbek i Jan Štursa. Al llarg de la seva obra escultòrica, Arpád Račko va crear dotzenes d'escultures, retrats i relleus. Les seves obres més conegudes són l'estàtua del maratonista (Maratónec), que es troba a la Plaça de la Marató de la Pau de Košice ("Námestie Maratónu mieru"), feta el 1959; i l'estàtua de l'escut d'armes de Košice (Erb mesta Košice) al Carrer Principal ("Hlavná ulica") de la mateixa ciutat, que va fer l'any 2002.

## Escultures
- 1957 – Jánošík

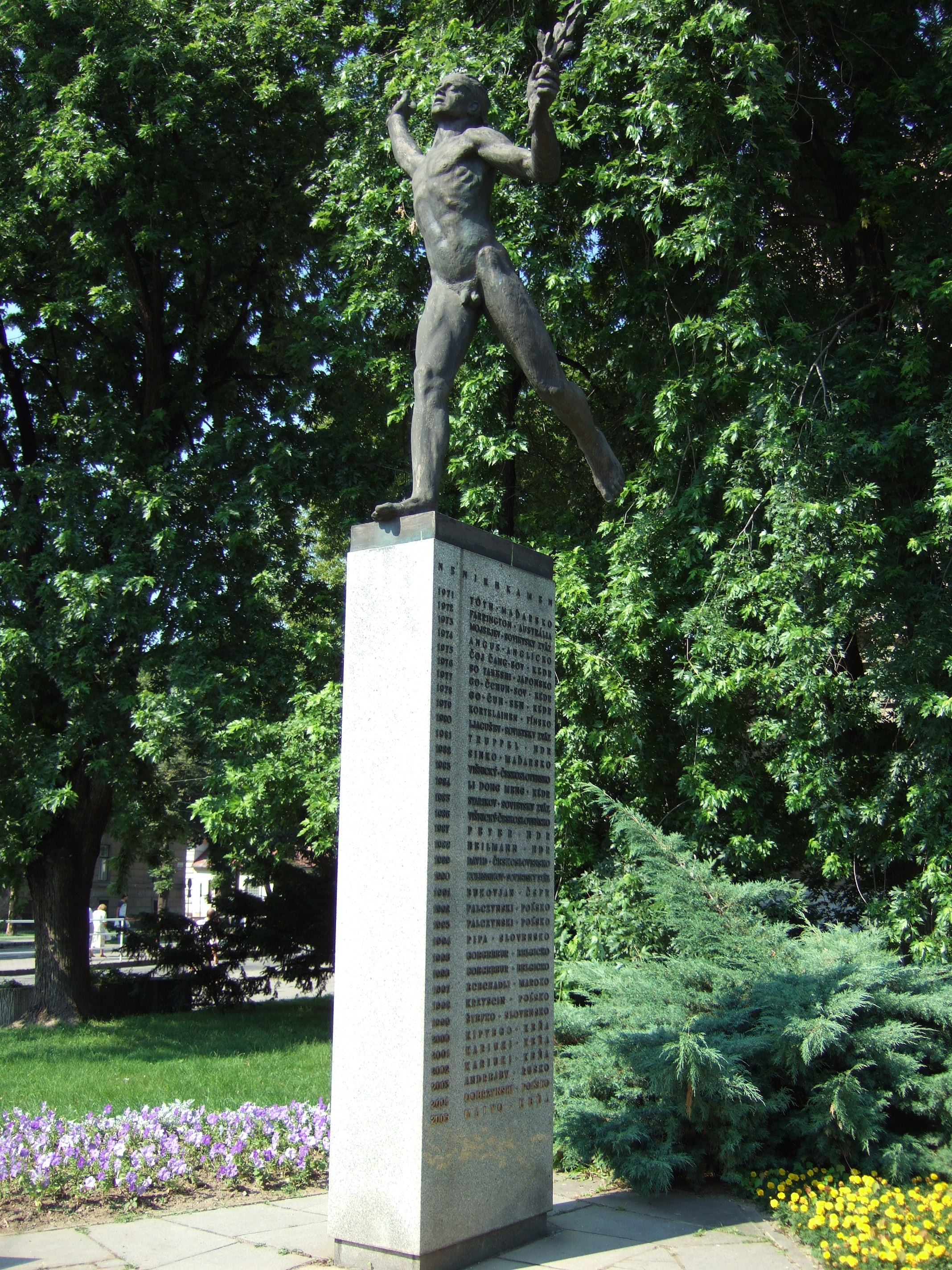
dretaMaratónec

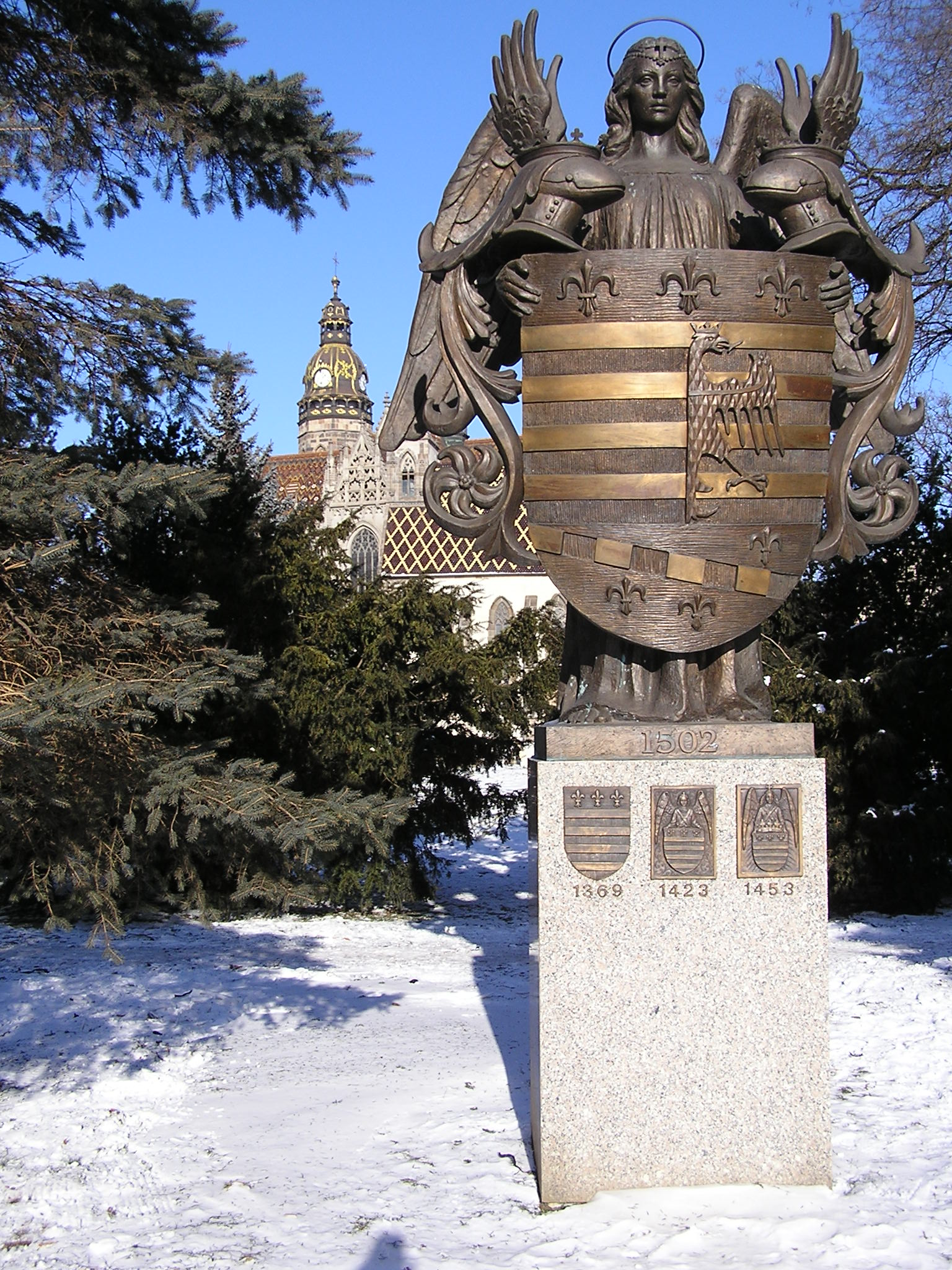
Erb mesta Košice

- 1958 – Portrét P. O. Hviezdoslava, Hudba II
- 1959 – Maratonec
- 1960 – Portrét Abebe Bikilu, Poézia
- 1962 – Ráno
- 1963 – Dospívající
- 1964 – Den a noc (reliéf)
- 1965 – Slunce, Měsíc (reliéf)
- 1966 – Srdce, Rozum, Baník
- 1967 – Lokality. Reliéf, farebné kovy
- 1968 – Pamětní deska M. Kukučína, Milenci
- 1969 – Gordický uzol, Kvet
- 1970 – Medailérská tvorba, pamětní deska K. Murgašovi
- 1971 – Siločiari, pamětní deska E. Krónovi
- 1972 – Kryštál hematitu, Meteor
- 1973 – Medailérska tvorba
- 1974 – Daidalos a Ikaros
- 1975 – Portrét V. Klimkoviča
- 1976 – Holubica
- 1977 – Portrétní reliéf bratům Klimkovičovcom
- 1978 – Portrét zasloužilého umělce J. Bukovinského.
- 1979 – Jubilejní výstava sochařské tvorby
- 1981 – Památník v Krompachoch
- 1982 – Poézia, Hudba
- 1983 – Památník P. Horova, portrét, Cena Ministra kultury
- 1984 – Portrét K. Kuzmányho
- 1985 – Portrét J. Nemčíka, studie k Ceně ZSVU, portrét P.Horova
- 1986 – Cena ZSVU - bronz
- 1987 – Památník V. I. Lenina
- 1988 – Spomienka
- 1989 – Niké, Deva z Veľkej Moravy
- 1990 – Tragédia, Zúfalý, Prorok
- 1991 – Po kúpeli
- 1993 – 95 - Rekonstrukce monumentální plastiky Aurory na budově Štátneho divadla, portrétní tvorba
- 1996 – 97- Portrétní tvorba
- 1998 – Zverokruh, Cena města Košic - medaile, pamětní deska V. Holoubka, portrét Š. Moyzesa, M. R. Štefánik
- 1999 – Erby města Košice, Sediaca dievčina
- 2000 – Dievčina